# Berger Tor

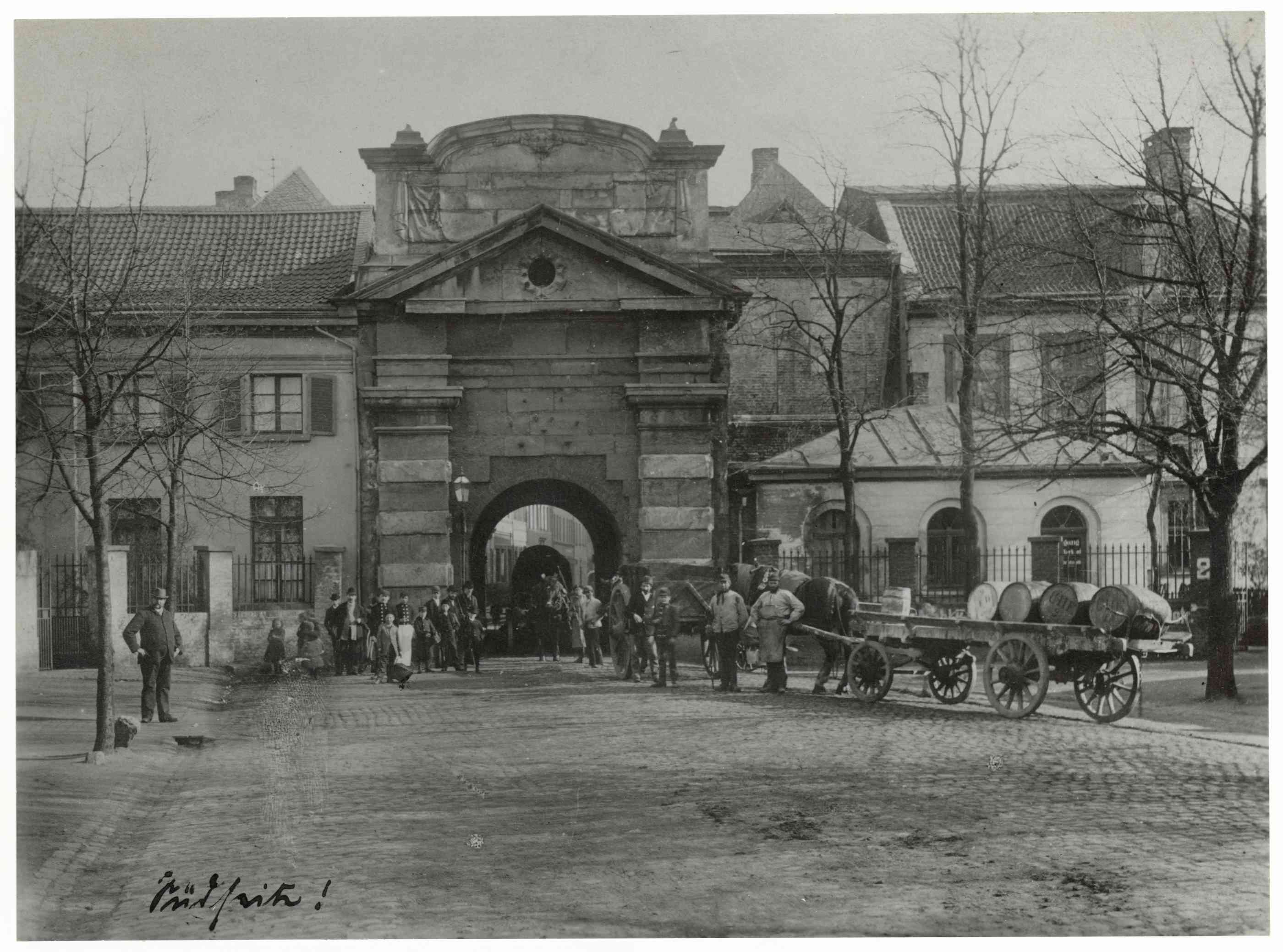
Berger Tor, an der Berger Allee, Foto Julius Söhn, um 1890

Das Berger Tor war ein Stadttor und Teil der mittelalterlichen sowie der neuzeitlichen Festung Düsseldorf.

## Geschichte
Von 1394 bis 1396 wurde in Düsseldorf die Berger Pforte mit Turm an der Berger Straße, etwas westlich von der Einmündung der Wallstraße, errichtet. 1449 wurde die Anlage erweitert. Seit 1585 war sie aus Sicherheitsgründen zugemauert. Für den Einzug der Jakobe von Baden zu ihrer Hochzeit mit Johann Wilhelm von Jülich-Kleve-Berg wurde das Tor provisorisch geöffnet. Im Jahre 1609 ließ Kurfürst Johann Sigismund an der alten Berger Pforte das Brandenburger Wappen anbringen. In den Jahren 1612 und 1614 beschädigten Hochwasser und Sturm die Festungsanlagen und die unvollendete Zitadelle im Süden der Stadt. Wolfgang Wilhelm berief 1619 den aus Graubünden stammenden Baumeister Antonio Serro (genannt Krauss) nach Düsseldorf, der 1620 dort seine Arbeit aufnahm. Dabei sollte die Zitadelle ausgebaut und mit der Citadellstraße an die Stadt angebunden werden. Die alte Berger Pforte wurde nach der Verstärkung der Befestigung mit dem Bauende der Zitadelle um das Jahr 1620 abgerissen.
Als Ersatz wurde am südlichen Ende der Citadellstraße (die nord-südliche Hauptstraße der Zitadelle) ein neues Berger Tor errichtet, dessen Bau Ende 1620 bereits weit fortgeschritten war. Seit 1621 war Adolph vom Kamp als Baumeister tätig, Maurermeister Rutger von Mehrheim führte die Arbeiten aus. Serro kehrte 1623 nach Neuburg an der Donau zurück. Auf Veranlassung von Kurfürst Karl Theodor wurde das Tor im Jahre 1751 durch den Ingenieurmajor J. Hubert van Douwen repräsentativ erweitert. Zu Beginn der „Preußenzeit“ um 1817 wurden Räume im Tor auch für einige Zeit als Polizeigefängnis benutzt.
Durch eine Bekanntmachung der Bezirksregierung 1831 sollte im Rahmen der Auffüllung des „Alten Bergerhafens“ und der Umgestaltung dieses Bereiches der Altstadt neben dem Rheintor auch das Berger Tor abgerissen werden. Während man das Rheintor zu dieser Zeit tatsächlich abriss, wurde diese Vorgabe für das Berger Tor nicht durchgeführt und auf später verschoben. Erst zum Ende des 19. Jahrhunderts wurde das Berger Tor am Ende der Citadellstraße als Hindernis für eine weitere Expansion des Stadtgebietes empfunden. Gegen den Willen des Regierungspräsidenten wurde das Gebäude zum Abriss freigegeben und 1895 niedergelegt. Heute erinnern Markierungen im Pflaster vor dem Stadtmuseum an das niedergelegte Stadttor.

## Beschreibung
Das Tor war ein großer, zweigeschossiger Backsteinbau.

### Fassade zur Berger Allee
Die Fassade zur Berger Allee war einfacher gestaltet und zeigte eine kräftige Gliederung. Im Bogenabschluss befand sich ein großes bergisches Wappen.

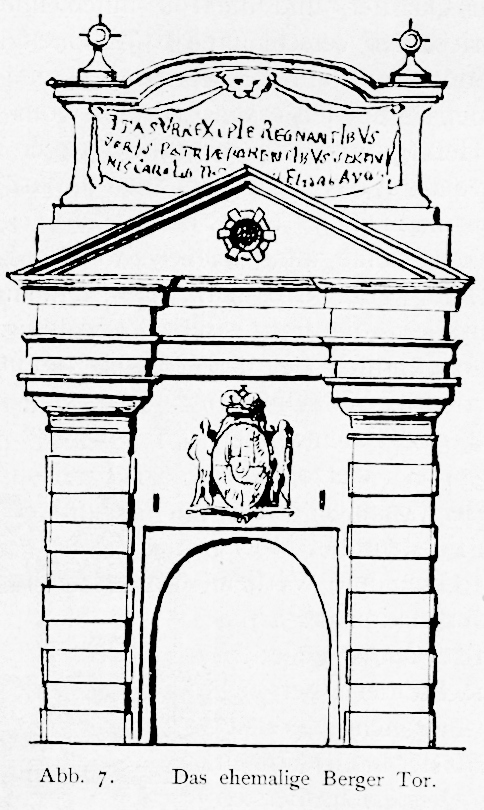
Berger Tor, Fassade zur Berger Allee.
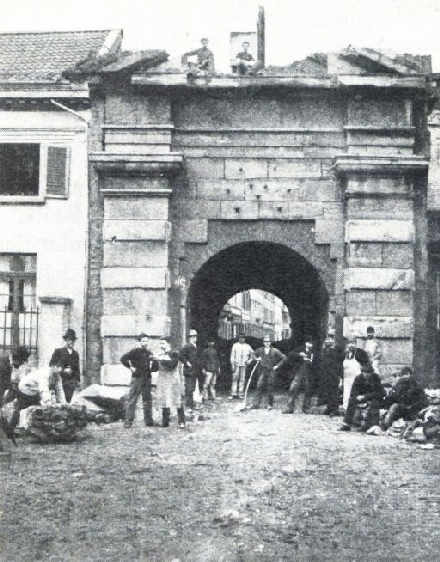
Abbruch 1895

### Fassade zur Bäckerstraße
Die Fassade, die der Bäckerstraße zugewandt war, zeigt über der Durchfahrt reichen plastischen Schmuck aus Sandstein, der von Balthasar Späth geschaffen war und nach Abbruch des Tores geborgen wurde. Die Fassade zeigte ein von kriegerischen Trophäen eingerahmtes Fenster. Der Schlussstein über der Durchfahrt war mit einem Löwenkopf und einem behelmten Kriegerhaupt geschmückt und wurde seitlich von Trophäen flankiert. Oberhalb des Fensters waren Spolien mit den Initialen des Kurfürsten Karl Theodor und seiner Frau angebracht.

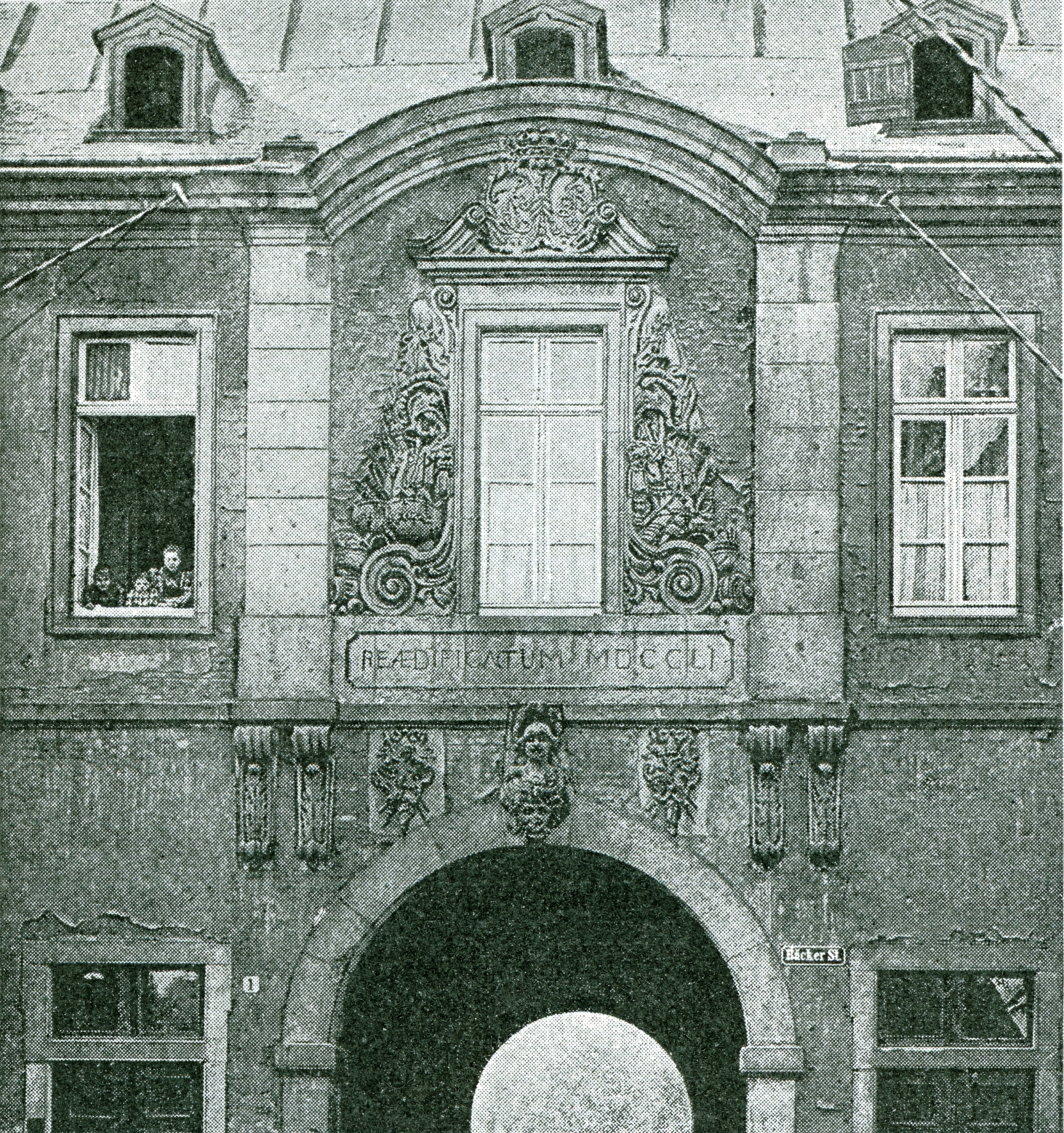
Berger Tor, Fassade zur Bäckerstraße.
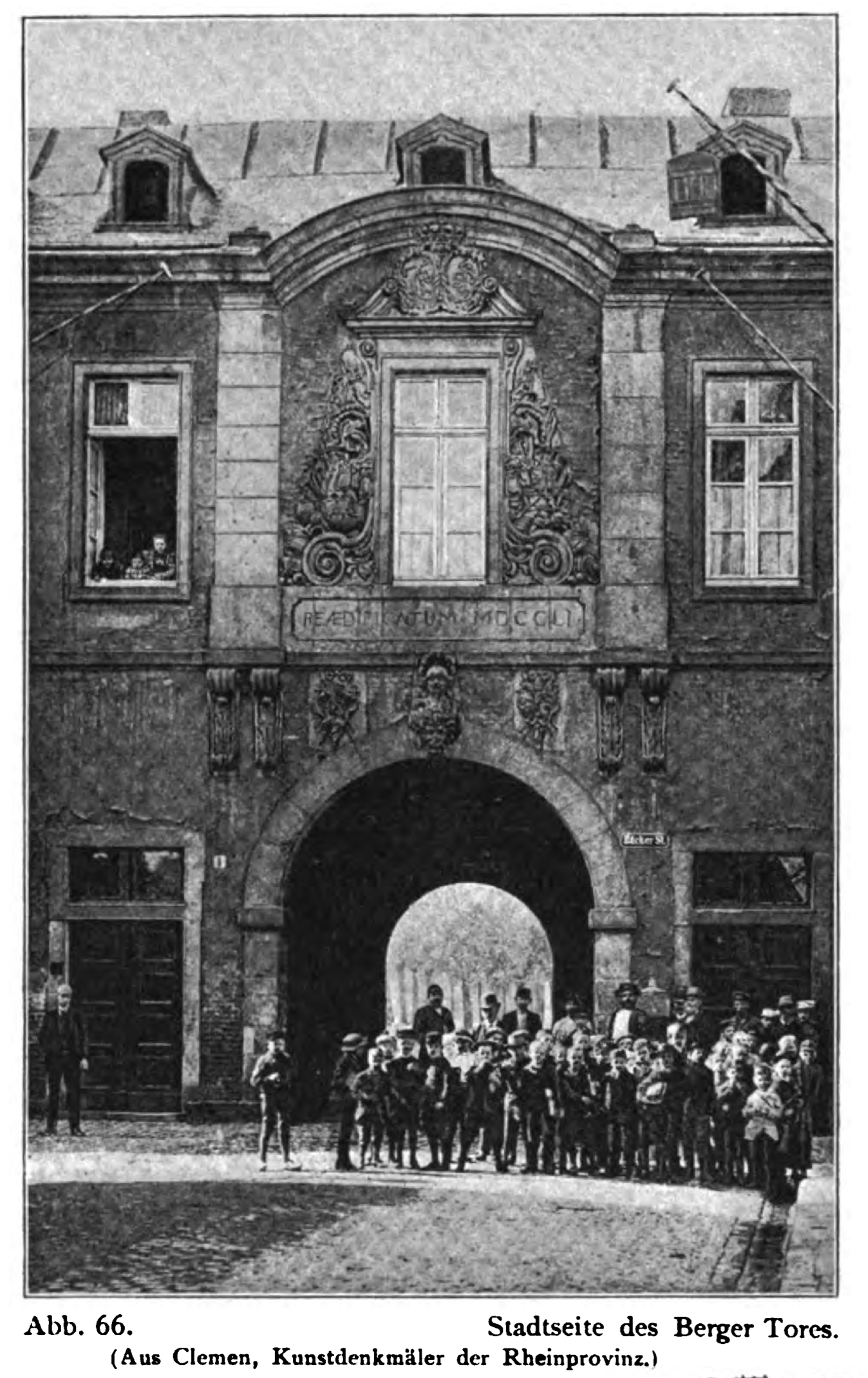
Stadtseite
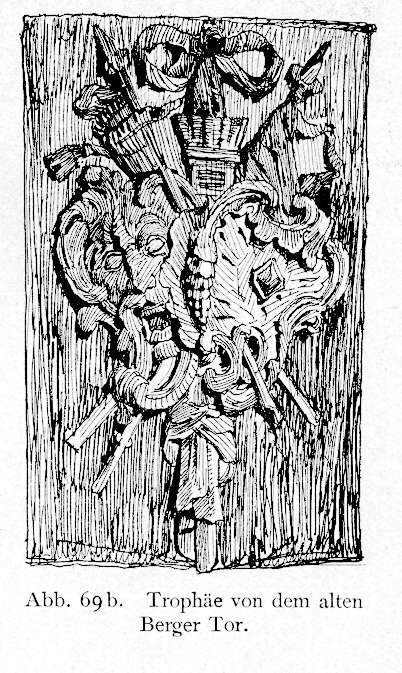
Berger Tor, Trophäe
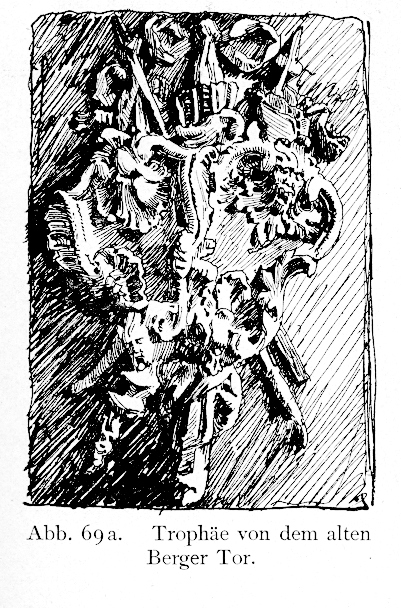
Berger Tor, Trophäe
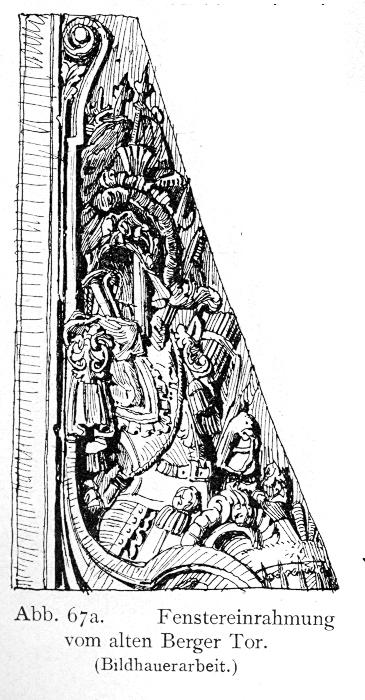
Berger Tor, Fenstereinrahmung
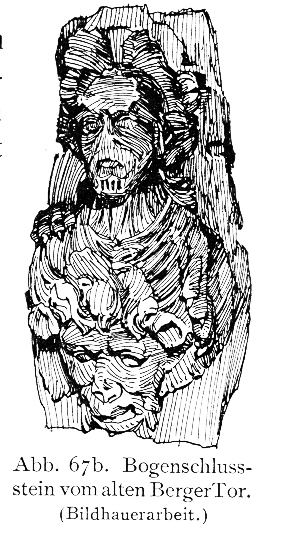
Berger Tor, Bogenabschlussstein